# Lommedalen

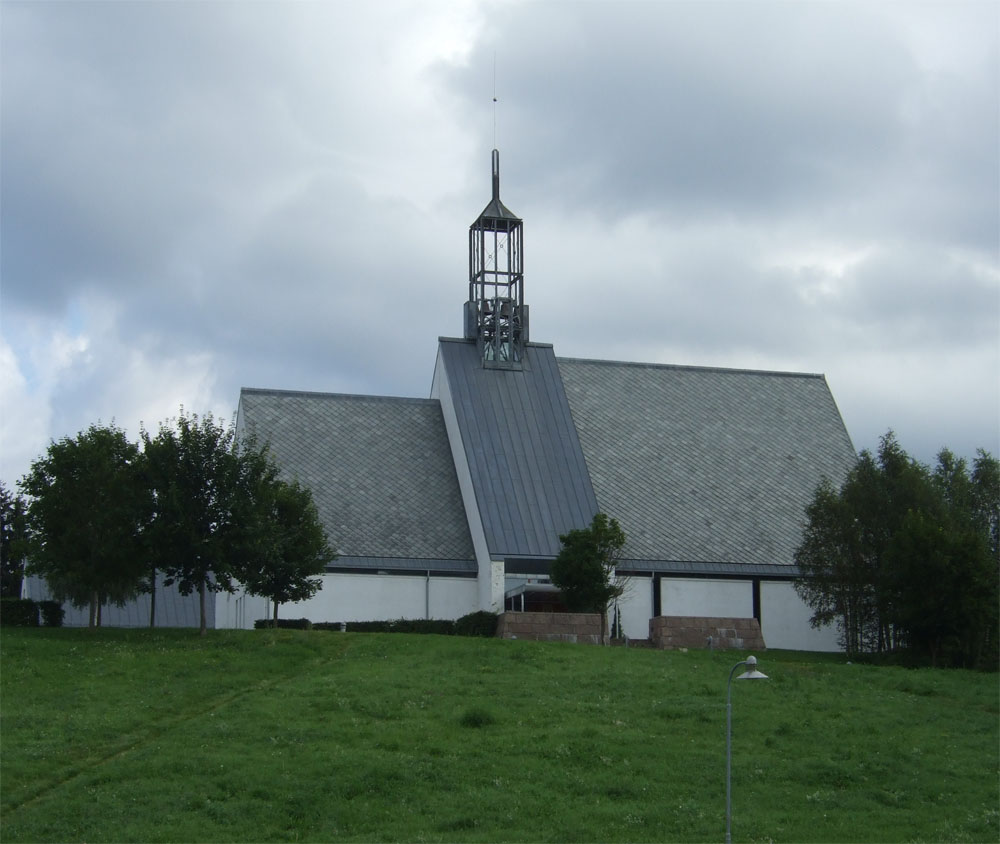
Iglesia de Lommedalen

Lommedalen es un pueblo del municipio de Bærum, en la provincia de Akershus, Noruega. Su población es de aproximadamente 3000 habitantes.[cita requerida] Su nombre deriva del río Lomma. Lommedalen se localiza a unos 4 km al norte del Bærums Verk.

## Celebridades
- Aquí nació Emma Tallulah Behn, nieta del rey Harald V de Noruega.
- Aquí Ari Behn, padre de la anterior, se suicidó.
- Aquí residen la princesa Marta Luisa de Noruega y su segundo marido, Durek Verrett.

- Datos: Q1782665
- Multimedia: Lommedalen / Q1782665

1. ↑  Worldpostalcodes.org, código postal n.º 1350.